# Deindividuazione
La deindividuazione (a volte citata come deindividualizzazione) è un concetto della psicologia sociale e della sociologia introdotto dall'antropologo e psicologo francese Gustave Le Bon e poi ripreso da Philip G. Zimbardo, a seguito della realizzazione del cosiddetto esperimento carcerario di Stanford, volto a indagare il comportamento umano in una società in cui gli individui sono definiti soltanto dal gruppo di appartenenza.

## Definizione

### Modello di Zimbardo
Nel contesto esaminato da Philip Zimbardo, la deindividuazione fu definita come quella perdita di autoconsapevolezza e autocontrollo che si sperimenta in determinate situazioni nelle quali l'individuo si trova ad agire all'interno di dinamiche sociali e di gruppo. Tale perdita di controllo della mente sui comportamenti, secondo Zimbardo, porterebbe l'individuo a mettere in atto azioni con fortissime connotazioni negative (aggressività, crudeltà, e ingiustizia) dalle quali, in altre condizioni, lo stesso soggetto si asterrebbe per intervento di quelle inibizioni e quei divieti dettati da norme morali che, di norma, la mente impone all'agire; quella stessa mente, d'altro canto, sottolinea Zimbardo, si mostra in grado, in altre situazioni, di esercitare un controllo così stretto e potente sul comportamento individuale da inibirne e tenerne a freno le istintualità, prevalendo perfino su quelle più fondamentali dell'esistenza umana, perché legate all'autoconservazione, come gli istinti basilari del dolore e della fame.

### SIDE
Radicalmente diverso è l'approccio al modello da parte dei teorici dell'identità sociale: per essi, infatti, la deindividuazione non trae origine da perdita o affievolimento del controllo di sé, ma da processi di un rinsaldamento della identità sociale, in cui il soggetto rafforza la percezione di sé non come individuo ma come elemento integrante del gruppo in cui si trova a far parte (SIDE, Social identity model of deindividuation effects).

## Applicazioni del modello
Il modello della deindividuazione è stato utilizzato per spiegare l'emergere di comportamenti aggressivi in un'ampia gamma di situazioni di interazione sociale, che vanno dalle note vicende accadute nei campi di concentramento nazisti durante il frangente storico della Shoah, fino agli atteggiamenti di odio, violenza, e aggressività, che si manifestano in ordinarie situazioni della vita civile, come accade, ad esempio, nei comportamenti aggressivi tra guidatori nella circolazione stradale, nelle violenze che si scatenano tra tifoserie avverse in occasione dello svolgimento di partite di calcio. Tra le situazioni in cui agiscono processi di deindividuazione vi sono anche quelle permesse dalle nuove modalità di interazione emerse nella seconda metà del Novecento, con la disponibilità di tecnologie di comunicazione mediata dal computer.

## Condizioni (secondo il modello di Philip Zimbardo)
Le condizioni che determinano la perdita di controllo tipica della deindividuazione sono state enucleate da Philip Zimbardo, che ne ha enumerate dieci:
1. Anonimato;
2. Responsabilità condivisa o diffusa, con conseguente perdita del senso di responsabilità individuale;
3. Agire in gruppo;
4. Alterazione della prospettiva temporale;
5. Arousal;
6. Sovraccarico di stimoli sensoriale, visivi o uditivi;
7. Coinvolgimento fisico nell'azione;
8. Prevalenza di feedback affettivo-propriocettivi;
9. Agire in situazioni nuove, non prevedibili, o non strutturate;
10. Alterazione dello stato di coscienza dovuto all'assunzione di alcol o droghe.

## SIDE (Social identity model of deindividuation effects)
Il modello SIDE (acronimo di Social Identity model of Deindividuation Effects) è uno sviluppo teorico più recente rispetto alla formulazione di Philip Zimbardo: fu elaborato nel 1995 da Russell Spears e Martin Lea nell'ambito della teoria dell'identità sociale.
Il modello SIDE afferma che le manipolazioni della deindividuazione possono sortire l'effetto di attenuare l'attenzione alle caratteristiche individuali e alle differenze interpersonali all'interno del gruppo. Gli autori delinearono il loro modello spiegando che la performance dell'identità sociale può adempiere due funzioni generali:
1. Affermare, conformare, o rafforzare identità individuali o di gruppo.
2. Persuadere l'audience ad adottare specifici comportamenti.

Questo modello cerca di dare senso a una varietà di effetti della deindividuazione che erano fatti derivare da fattori situazionali come immersione nel gruppo, anonimato, e ridotta identificabilità. Pertanto, la deindividuazione è l'accresciuta salienza di un'identità di gruppo che può essere il risultato della manipolazione di tali fattori.
La spiegazione offerta dal modello SIDE è in contrasto con quelle degli altri modelli che implicano l'impatto ridotto del Sé. Ulteriori spiegazioni di Reicher e colleghi specificano che le manipolazioni della deindividuazione influiscono sull'approvazione delle norme attraverso non solo il loro impatto sulla auto-definizione, ma anche attraverso la loro influenza sui rapporti di forza tra i membri del gruppo e la loro audience.
Gli approcci classici e contemporanei concordano sulla componente principale della teoria della deindividuazione, secondo cui la deindividuazione porta a "comportamenti anti-normativi e disinibiti" come si osservano nel disturbo dissociativo dell'identità (o personalità multiple).